# صول مرتفع كبير
صول مرتفع كبير هو سلم موسيقي كبير افتراضي يتألف من الدرجات الموسيقية صول المرتفعة ♯G، لا المرتفعة ♯A، سي المرتفعة ♯B، دو المرتفعة ♯C، ري المرتفعة ♯D، مي المرتفعة ♯E، فا المرتفعة المضاعفة F، وينتهي بمفتاح صول المرتفعة ♯G، وذلك على الترتيب التالي من اليسار إلى اليمين:
♯G♯, A♯, B♯, C♯, D♯, E♯, F, G
يحوي سلم صول مرتفع الكبير على ست إشارات رفع، مع إشارة رفع مضاعفة على الفا. 